# Rosa rubus
Rosa rubus är en rosväxtart som beskrevs av H. Lév. och Eugène Vaniot. Rosa rubus ingår i släktet rosor, och familjen rosväxter.

## Underarter
Arten delas in i följande underarter:
- R. r. rubus
- R. r. glandulifera